# ترانه مرد لاغر
ترانه مرد لاغر (به انگلیسی: Song of the Thin Man) فیلمی ۱۵۵ دقیقه‌ای به کارگردانی ادوارد بازل با بازی ویلیام پاول است.